# Пеньо Русев
Пеньо Николов Русев е български писател, литературен историк и критик.

## Биография
Роден е на 29 август 1919 г. в село Трояново, Бургаско. Завършва славянска филология в Софийския университет „Св. Климент Охридски“ 1943 г. От 1945 г. работи в Института за българска литература при БАН. През 1972 г. защитава докторска дисертация на тема „Психология на художественото възприемане“ в Ленинград (днес Санкт Петербург).
Заместник-ректор и ректор е на Великотърновския университет (1963-1967 г.), заместник-ректор е на ВИТИЗ (1969-1972 г.), ръководител е на секция „Културна история на балканските народи“ към Института за балканистика при БАН (1968-1975 г.).
Дебютира със стихове, разкази и статии през 1938 г.
Умира на 17 януари 1982 г. в София.

## Отличия и награди
Носител е на Евтимиева награда на Великотърновския университет